# Giovanni Fattori
Giovanni Fattori (ur. 6 września 1825, zm. 30 sierpnia 1908) – włoski malarz. Na temat wczesnych lat jego życia wiadomo jedynie, że urodził się w Livorno i za młodu cierpiał ubóstwo. Przeniósł się do Florencji w 1846 i uczył się u Giuseppe Bezzuoliego.

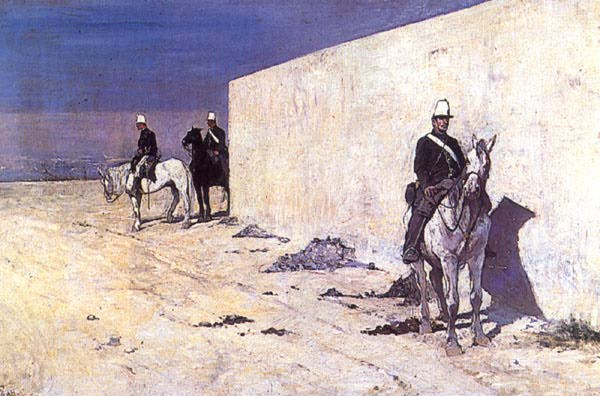
Na posterunku, 37 x 56 cm, Rzym, kolekcja prywatna

Do naszych czasów przetrwało kilka egzemplarzy jego wczesnych szkiców; z zachowanych dzieł można wnosić, że większe natężenie jego pracy artystycznej nastąpiło dopiero w wieku dojrzałym (po 1851). Pierwsze obrazy z tego okresu przedstawiają głównie sceny historyczne, najczęściej z epoki Średniowiecza lub Renesansu i widać w nich wyraźne wpływy Bezzuoliego. Co nietypowe, wszystkie jego znane obrazy powstały dopiero po ukończeniu przez niego czterdziestego roku życia. Fattori jest często określany jako realista, choć dołączył do ruchu Macchiaioli, czyli prekursorów impresjonizmu.
Fattori jest dziś jednym z bardziej znaczących przedstawicieli tej szkoły, a była ona ówcześnie uważana bądź za rewolucyjną, bądź dziwaczną, a rzadko kiedy za awangardową.
Fattori uważał siebie raczej za malarza obiektów niż pejzaży, ale to, co malował, umieszczał w fantastycznych, iluzorycznych sceneriach, co uwydatniało jego mistrzostwo w operowaniu kolorem dla oddania gry światła i cienia.
Prace jego można obejrzeć w Galleria Nazionale d'Arte Moderna w Rzymie; Galleria Civica d'Arte Moderna e Contemporanea w Turynie, Pinakoteka Brera w Mediolanie, galerii sztuki nowoczesnej w Palazzo Pitti we Florencji oraz w Stanach Zjednoczonych w bostońskim Museum of Fine Arts.
W rodzinnym mieście artysty, Livorno, powstało Muzeum imienia Giovanniego Fattoriego.

## Dzieła artysty
- Odpoczynek lub Czerwony wóz -  1887, olej na płótnie 88 x 170 cm, Pinakoteka Brera Mediolan
- Na posterunku -  18772, deska, 37 x 56 cm, Rzym, kolekcja prywatna
- Święty Jan Chrzciciel karci Heroda - 1854-1856, olej na płótnie